# Aleksander Lesser
Aleksander Lesser (Varsavia, 13 maggio 1814 – Cracovia, 13 marzo 1884) è stato un pittore, illustratore e critico d'arte polacco.
Impegnato anche in vita nella realizzazione di schizzi, in vita si appassionò al ruolo di ricercatore dilettante di antichità di origine ebraica. Lesser occupa un posto di rilievo nella storia dell'arte polacca «come rappresentante di spicco della scuola storica del suo Paese». Egli si specializzò nella realizzazione di temi storici e contemporanei polacchi e si guadagnò una certa fama nei circoli artistici e accademici. Rivestì inoltre il ruolo di membro dell'Accademia della Conoscenza di Cracovia e fu il cofondatore della Zachęta, la Società per la Promozione delle Belle Arti che in futuro avrebbe ospitato una galleria d'arti tuttora visitabile a Varsavia.

## Biografia

### Primi anni
Aleksander Lesser nacque a Varsavia nel 1814 da Levy Lesser (1791-1870), famoso mercante e banchiere, e Roza Loewenstein (1790-1840). Lo studio formale della pittura di Lesser iniziò al Liceo di Varsavia e vide come insegnante Aleksander Kokular, un pittore polacco, per poi proseguire alla Facoltà di Belle Arti dell'Università Reale di Varsavia nel 1830-1831 sotto la guida di Antoni Brodowski, un pittore romantico. Quest'università fu chiusa dalle autorità imperiali russe dopo la rivolta polacca del 1831; così, tra il 1832 e il 1835, Lesser continuò i suoi studi all'Accademia di Belle Arti di Dresda, dove studiò con artisti quali Moritz Retzsch e Karl Christian Vogel. Tra il 1836 e il 1846, Lesser studiò a Monaco di Baviera sotto la guida di Peter Cornelius, Heinrich Hess e Julius Schnorr von Carosfeld, esponenti di spicco del romanticismo tedesco che si definivano nazareni. Nel 1843, Lesser divenne amico di un importante poeta polacco di nome Cyprian Kamil Norwid, il quale in seguito però emigrò in Francia.

### Carriera artistica
Lesser iniziò a dare un ruolo più importante ai temi ebraici nel suo lavoro negli anni Sessanta del XIX secolo, diventando così uno dei primi artisti a ritrarre scene della storia moderna dei semiti polacchi. Inoltre, Lesser iniziò a dipingere e disegnare scene della storia ebraica polacca su incoraggiamento di Joachim Lelewel, uno storico e sostenitore dell'indipendenza polacca che viveva in esilio. Nel 1860, Lesser fu cofondatore della Società per la Promozione delle Belle Arti, un'organizzazione che mirava a promuovere l'arte per il mutuo beneficio sia degli artisti che della società in generale e che esiste ancora oggi. Lesser fu membro del comitato esecutivo di quest'organizzazione dal 1864 al 1883, facendo altresì parte della Commissione di Storia dell'Arte dell'Accademia delle Arti e delle Scienze di Cracovia a partire dal 1878. Lesser morì nel 1884 all'età di 69 anni. Oggi le sue opere sono perlopiù esposte al Museo nazionale di Varsavia (più di 436 disegni e schizzi), nel Museo nazionale di Cracovia e nelle collezioni di Poznań e Leopoli.

## Opere

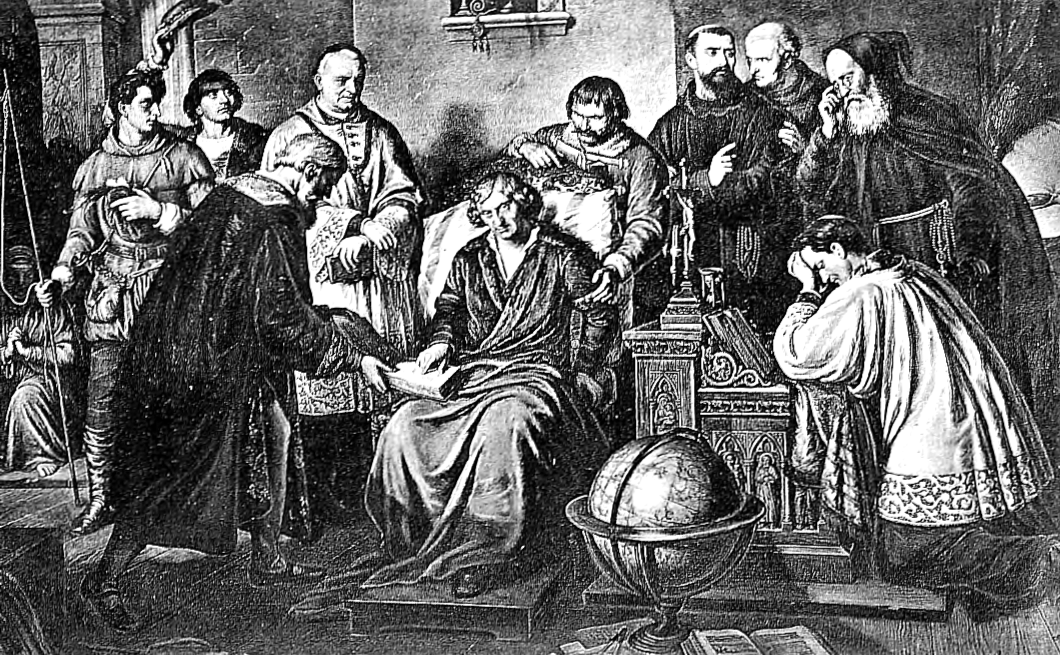
Gli Ultimi Momenti di Copernico

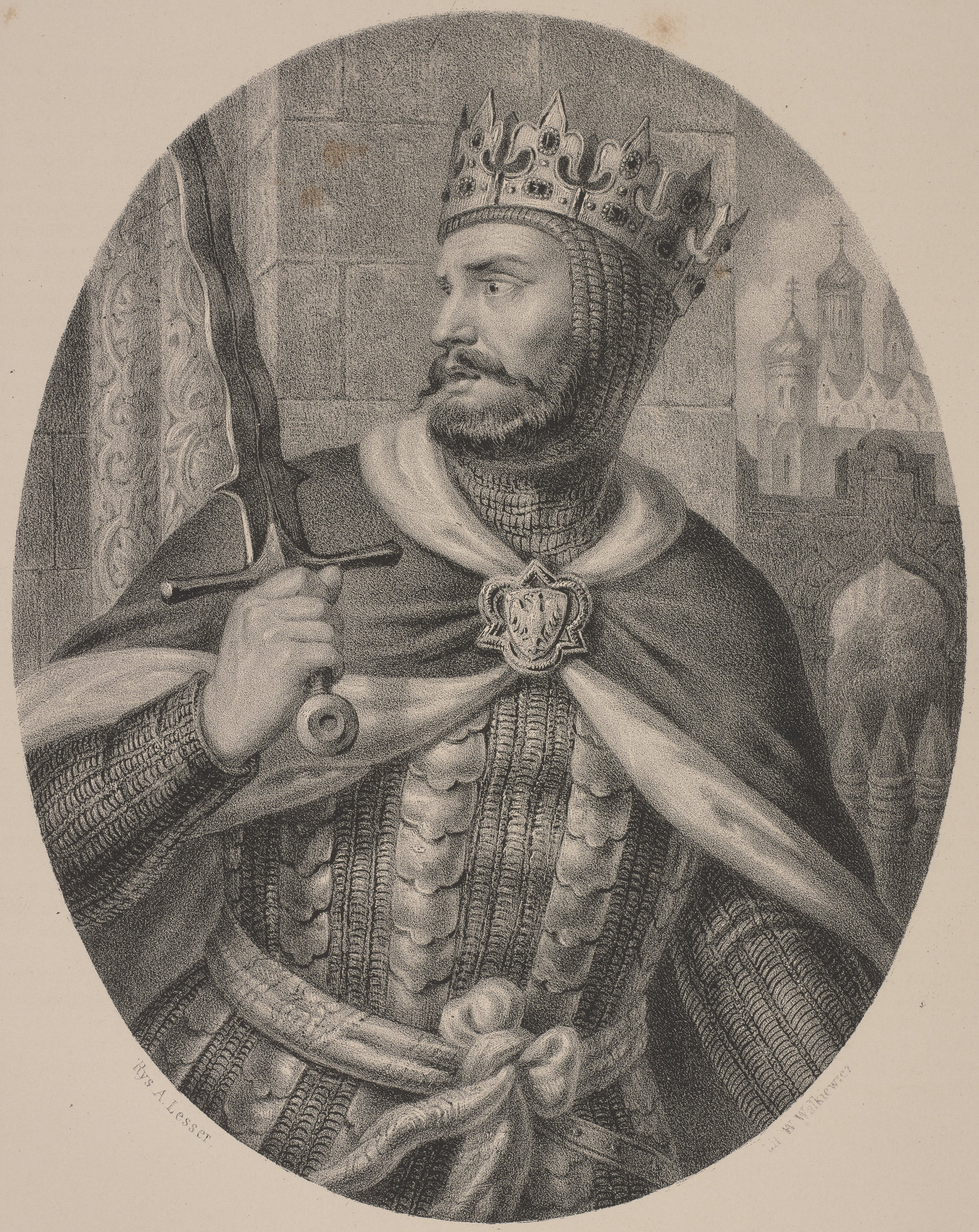
Boleslao I Chrobry

Tra i suoi dipinti più famosi si devono ricordare:
- La difesa di Trembowla contro i Turchi (1841)[2]
- Il funerale dei cinque caduti del 1861 (1861), raffigurante il funerale dei polacchi di origine cattolica ed ebraica uccisi dai cosacchi russi. Il dipinto ritrae altresì ecclesiastici cattolici, ortodossi ed esponenti dell'ebraismo.[2]
- Ritratti di re polacchi - 40 ritratti di monarchi polacchi. I dipinti, così come i commenti, furono pubblicati a Varsavia nel 1860.

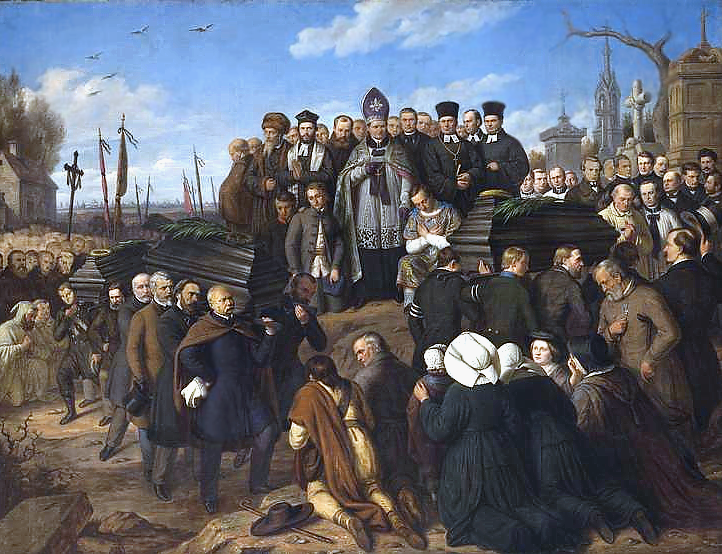
Il funerale dei cinque caduti del 1861 (1861)

Di ulteriore interesse artistico risultano:
- Il recupero del corpo di Wanda dal fiume Vistola.
- Kadłubek scrive la sua cronaca in un monastero.
- Il giovane Boleslao Boccatorta parte dalla Moravia
- L'incoronazione di Leszek I il Bianco
- Il tributo prussiano
- Gli ultimi momenti di Copernico
- Dipinti con temi cristiani, ad esempio La trasfigurazione di Gesù; Maria Maddalena.